# Чужди пътеписи за Балканите
„Чужди пътеписи за Балканите“ е издание на „Наука и изкуство“, посветено на френски, английски, немски, арменски и други пътеписи за Българските земи за периода XV – XIX век.
- Том 1. Френски пътеписи за Балканите XV - XVIII в. (1975)
- Том 2. Маджарски пътеписи за Балканите XVI – XVI в. (1976)
- Том 3. Немски и австрийски пътеписи за Балканите XVI – XVI в. (1979)
- Том 4. Френски пътеписи за Балканите XIX в. (1981)
- Том 5. Арменски пътеписи за Балканите XVII – XIX в. (1984)
- Том 6. Немски и австрийски пътеписи за Балканите XVII – XVIII (1986)
- Том 7. Английски пътеписи за Балканите. Края на XVI в.-З0-те години на XIX в. (1987)